# Livia Peng
Livia Peng (Chur, 14 maart 2002) is een voetbalspeelster uit Zwitserland. Ze speelt als doelverdediger voor Chelsea FC in de Super League.

## Clubcarrière
Vanaf 2017 kwam Peng kwam uit voor FC Zürich. In augustus 2019 werd ze de eerste keepster voor de Zwitserse topclub. Voor die club maakte ze zesmaal haar opwachting in de kwalificaties voor de UEFA Champions League.
Na twee keer kampioen te zijn geworden met FC Zürich, maakte Peng na het seizoen 2021-2022 de overstap naar het Zweedse BK Häcken in de Damallsvenskan.
Na vooral als tweede keepster te hebben gefungeerd, werd Peng uitgeleend aan Levante UD in januari 2023. Daar moest Peng het ook vooral doen met een plek op de bank.
In de zomer van 2023 maakte Peng de overstap naar Bundesliga club SV Werder Bremen. In de Noord-Duitse stad was Peng de eerste keus onder de lat.
Op 10 juni 2025 tekende Peng een vierjarig contract bij het Engelse Chelsea FC, regerend landskampioen van de Super League.

## Statistieken
| Seizoen | Club              | Land        | Competitie                | Wedstrijden | Doelpunten |
| ------- | ----------------- | ----------- | ------------------------- | ----------- | ---------- |
| 2019/20 | FC Zürich         | Zwitserland | Super League              | 1           | 0          |
| 2020/21 | FC Zürich         | Zwitserland | Super League              | 21          | 0          |
| 2022    | BK Häcken         | Zweden      | Damallsvenskan            | 3           | 0          |
| 2022/23 | Levante UD (huur) | Spanje      | Primera División Femenina | 5           | 0          |
| 2023/24 | SV Werder Bremen  | Duitsland   | Bundesliga                | 20          | 0          |
| 2024/25 | SV Werder Bremen  | Duitsland   | Bundesliga                | 21          | 0          |
| Totaal  | Totaal            | Totaal      | Totaal                    | 71          | 0          |

Laatste update: 10 juni 2025

## Interlandcarrière
Peng werd voor het eerst opgeroepen voor het Zwitserse nationale team in november 2020 als derde keepster achter Gaëlle Thalmann en Seraina Friedli.
In 2022 werd Livia Peng opgenomen in de selectie van Zwitserland voor het EK 2022. Zwitserland bleef steken in de groepsfase na een 1-4 nederlaag tegen Nederland.
Op 11 november 2023 maakte Peng haar officieuze debuut voor Zwitserland in een vriendschappelijke wedstrijd tegen Denemarken. Ze mocht in de eerste helft keepen. Doordat er meer dan zes wissels plaatsvonden, werd deze wedstrijd niet als officieel erkend.
Op 21 februari 2023 maakte Peng haar officiële debuut voor Zwitserland in een vriendschappelijke wedstrijd tegen Polen. In datzelfde jaar werd Peng opgenomen in de selectie voor het WK 2023 in Australië en Nieuw-Zeeland. Zwitserland wist de achtste finales te halen waarin Spanje te sterk was. In de Nations League keepte Peng haar eerste officiële wedstrijden voor Zwitserland.
1 Peng ·
3 Janzen ·
5 Ulbrich ·
6 Wichmann ·
8 Weiß ·
9 Weidauer ·
10 Mahmoud ·
11 Sternad ·
13 Walkling ·
14 Brandenburg ·
15 Sehan ·
16 Bernhardt ·
17 Dahl ·
18 Hausicke ·
19 Matheis ·
20 Meyer ·
21 Hahn ·
22 Dieckmann ·
23 Németh ·
27 Lührßen ·
28 Wirtz ·
29 Kunkel ·
31 Etzold ·
32 Pettersen ·
33 Pérez Jaramillo ·
37 Dahms ·
39 Behrens ·
Coach: Horsch